# Louizatunnel
De Louizatunnel is een tunnel gelegen ten zuiden van de Belgische hoofdstad Brussel. Hij loopt onder het Louizaplein en bevat 2x2 rijstroken.
De tunnel is ondergronds verbonden met de Stefaniatunnel in staduitwaartse richting.
Annie Cordytunnel · Baljuwtunnel · Belliardtunnel · Boileautunnel · Deltatunnel · Georges Henritunnel · Hallepoorttunnel · Jubelparktunnel ·Koninginnetunnel · Kortenbergtunnel · Kruidtuintunnel · Kunst-Wettunnel · Louizatunnel · Madoutunnel · Montgomerytunnel · Naamsepoorttunnel · NAVO-tunnel · Pachecotunnel · Reyerstunnel · Rogiertunnel · Stefaniatunnel · Tervurentunnel · Troontunnel · Van Praettunnel · Vleurgattunnel · Wettunnel · Woluwetunnel